# Marinko Miletić
Marinko Miletić (* 8. Oktober 1980 in Düsseldorf) ist ein ehemaliger deutsch-kroatischer Fußballspieler.

## Karriere
Marinko Miletić spielte in seiner Heimatstadt Düsseldorf erst bei SC 99, dann bei BV 04 und wechselte mit 16 Jahren zu Fortuna Düsseldorf. Für die Fortunen spielte er ab der Saison 1999/00 in der 1. Mannschaft in der Regionalliga und entwickelte sich dort in seiner zweiten Saison zeitweise zum Stammspieler. Aber auch mit Miletićs Hilfe konnten die Rheinländer am Ende der Saison 2000/01 den Abstieg in die Oberliga nicht verhindern. Nach zwei Jahren in der zweiten Mannschaft von Borussia Mönchengladbach kehrte der Kroate als Spieler des FC St. Pauli in die Regionalliga zurück. Nach zwei schwierigen Jahren mit Verletzungen und nur 18 Einsätzen folgten wieder zwei Oberligajahre in Diensten des FC Gütersloh 2000.
Von 2007 bis 2009 spielte Miletić für Rot Weiss Ahlen. Im ersten Jahr erspielte er sich nach einem holprigen Start nach Achillessehnen-Operation in der zweiten Saisonhälfte einen Stammplatz und stieg gleich mit dem Team als Meister der Regionalliga Nord in die 2. Bundesliga auf. Zur Saison 2009/10 unterschrieb Miletić einen Vertrag bis 2011 bei Rot-Weiß Oberhausen in der zweiten Bundesliga.

## Titel / Erfolge
- Aufstieg in die 2. Bundesliga 2008 mit Rot Weiss Ahlen